# Alina Ewa Wróbel
Alina Ewa Wróbel – polska pedagog, doktor habilitowany nauk społecznych.

## Życiorys
W 1991 r. ukończyła studia pedagogiczne na Uniwersytecie Łódzkim, w 2005 r. obroniła pracę doktorską pt. Wychowanie a manipulacja. Konteksty teoretyczne a praktyka pedagogiczna, której promotorem był prof. Bogusław Śliwerski, w 2015 r. habilitowała się na podstawie pracy zatytułowanej Problem intencjonalności działania wychowawczego. Studium teoretyczne. 
Została zatrudniona na Uniwersytecie Łódzkim, oraz jest skarbnikiem Towarzystwa Pedagogiki Filozoficznej im. Bronisława F. Trentowskiego, a także przewodniczącym do Komisji do spraw Stopni Naukowych Dyscypliny –  Pedagogiki i Psychologii UŁ, oraz zastępcą przewodniczącego Sekcji Teorii Wychowania, Komitetu Nauk Pedagogicznych PAN.